# 防己尾城
防己尾城（つづらおじょう）は、因幡国高草郡（現在の鳥取県鳥取市金沢）にあった日本の城（平山城）。

## 概要
1579年（天正7年）、因幡国の有力国人・吉岡定勝によって築かれ、1581年（天正9年）の羽柴秀吉による因幡侵攻に伴い落城、廃城となった。なお、防己尾（つづらお）という城名は江戸時代ごろに定着したものであり、天正年間には亀山城、吉岡城と呼ばれた。

## 歴史

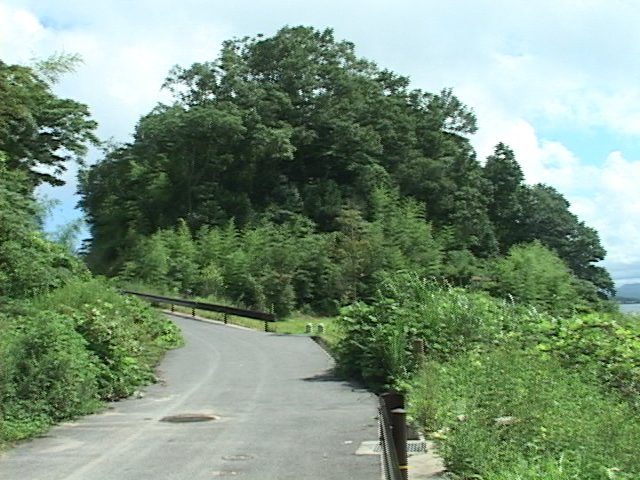
羽柴秀吉軍との間で激しい戦いが行われた三の丸跡

もともと吉岡氏は六反田の丸山城を本拠としていたが、1573年（天正元年）頃に箕上山城（標高297m）に本拠を移した。しかし箕上山城はあまりに峻険かつ深山だったため、前記1579年（天正7年）に防己尾城を築いて新たな本拠とした。
1581年の羽柴秀吉の鳥取城攻撃に際し、吉岡一族は防己尾城に拠って羽柴秀吉に対抗した。伝承に拠れば、「湖畔の小城一つと見くびった秀吉は3度にわたって手勢を差し向けるが、吉岡は変幻自在の戦法で秀吉の大軍を3度とも撃破した。特に2度目の防己尾城攻撃の際は、秀吉自慢の千成瓢箪の馬印も打ち捨てられるほどの大勝だった。」と伝わるが、そもそも史実の羽柴秀吉は「千成瓢箪の馬印」を使用していないなど、戦闘の経緯を含めて後世の巷談でしかない。
言い伝えによれば、力攻めは不利と悟った秀吉は兵糧攻めに切り替えたため、糧食尽きた吉岡一族は降伏して城を出て、毛利氏の本拠である安芸国など諸国を放浪の末、因幡国に戻って帰農したと伝えられている。

## 構造
- 湖山池に半島状に突き出した高さ38.8メートルの小丘に築城され、それぞれ独立した3つの丘を本丸・二の丸・三の丸とし、その周囲に階段状に数段の削平地＝砦が設けられていた。3つの小丘は、堀切、竪堀、切岸で厳重に防御され、小さいながらも攻めるに難い城だったことがうかがえる。
- 本丸と三の丸に挟まれ湖山池に面した東方平地に、小規模ながら町屋が形成されていたと考えられている。
- 現在は城地は公園となっているが、土塁、曲輪跡、竪堀跡、切岸が明瞭に残っている。